# Menzenschwand
Menzenschwand ist ein Ortsteil der Stadt St. Blasien im Landkreis Waldshut in Baden-Württemberg; der Ort im Schwarzwald mit knapp 550 Einwohnern ist heilklimatischer Kurort.

## Geographie

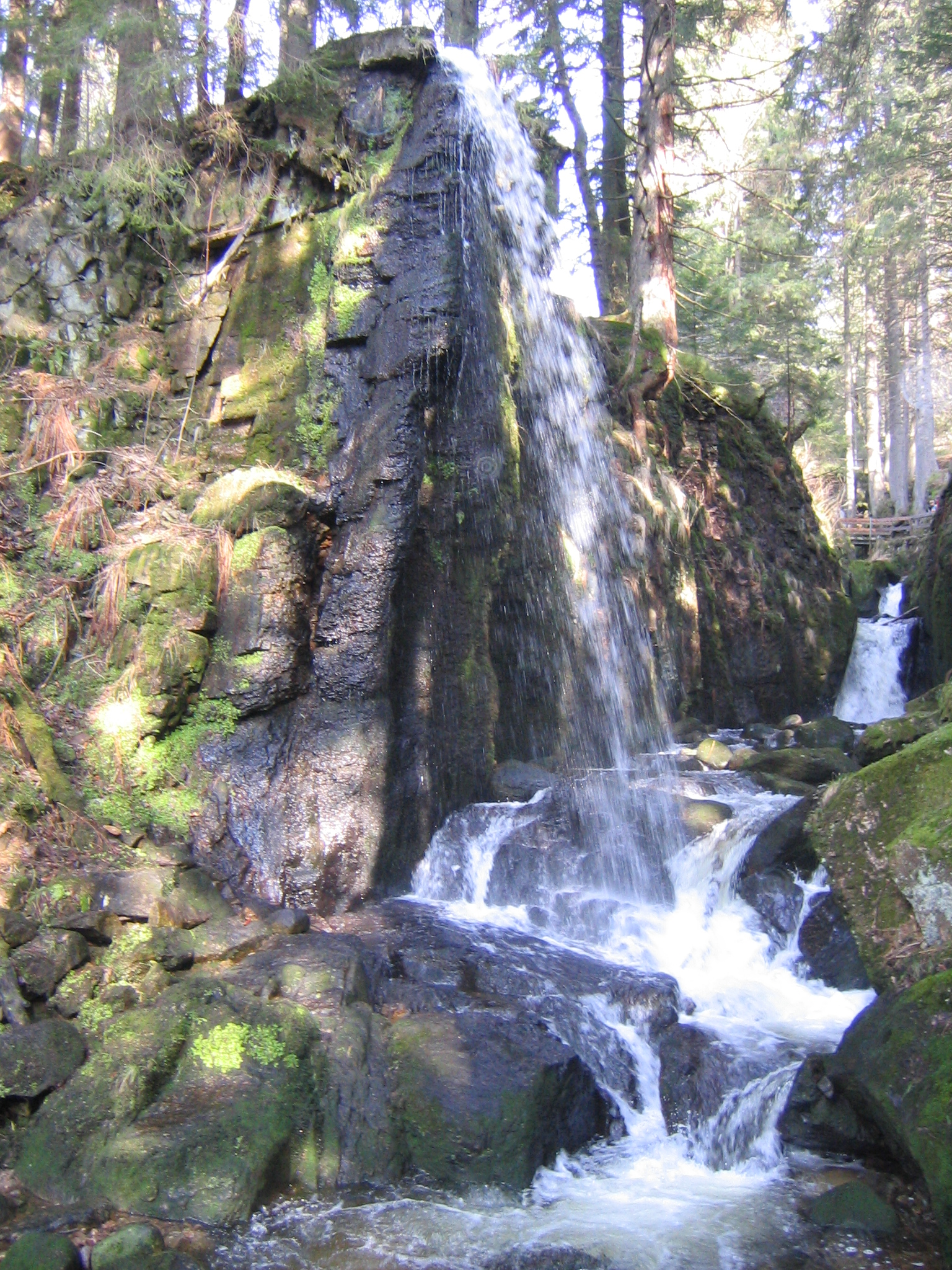
Wasserfälle in der Klamm der Menzenschwander Alb

Menzenschwand besteht aus den drei Dorfkernen Vorderdorf, Mitteldorf und Hinterdorf. Es liegt in dem vom 1493 Meter hohen Feldberg nach Süden herabkommenden Tal der Menzenschwander Alb, das sich oberhalb von St. Blasien mit der westlicher verlaufenden Bernauer Alb vereinigt. Im östlichen Nachbartal liegt der Schluchsee.
Die Tallandschaft von Menzenschwand ist geprägt von Gletscherströmen des Feldberg-Gletschers aus mehreren Kaltzeiten. Den bis über 300 Meter mächtigen Hauptgletscher nahm das westlich am Herzogenhorn mit ineinander geschachtelten großen Karen beginnende trogförmige Krunkelbachtal auf. Das südwärtige Albtal mündet in einer kleinen Talstufe von etwa 20 Metern Höhe in das Krunkelbachtal. Die Alb hat dort eine Klamm mit kleinen Wasserfällen (einer davon künstlich) eingeschnitten. Etwas oberhalb quert ein markanter Endmoränenwall das Tal. Die enge Durchbruchsstelle des Baches, die Menzenschwander Kluse, wurde früher zum Aufstau für die Scheitholztrift genutzt. Der beckenförmige Mündungsbereich ist ein zusedimentierter ehemaliger See. Zahlreiche Rundhöcker prägen die Wiesen der unteren Hangbereiche.
Westlich des Hinterdorfes liegt in einem Kar unter dem Spießhorn (1350,8 m) das kreisrunde Scheibenlechtenmoos, ein Gebirgs-Hochmoor. Auch im Gipfelbereich der nördlich gelegenen Bärhalde finden sich wertvolle kleine Moore verschiedener Entwicklungsstadien.
Große Teile der Gemarkung gehören zum Naturschutzgebiet Feldberg.

## Geschichte

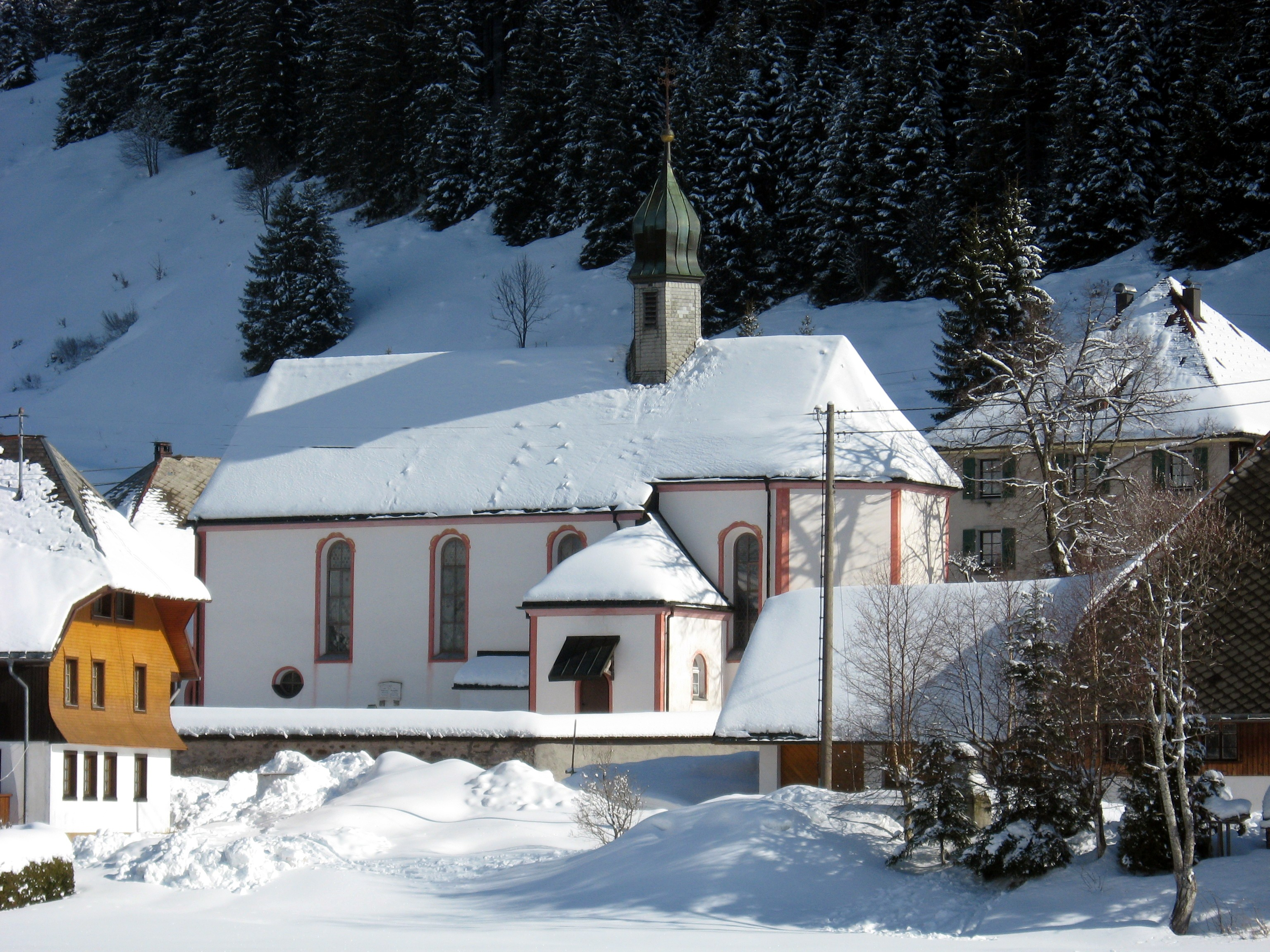
Kirche im Hinterdorf von 1687/88

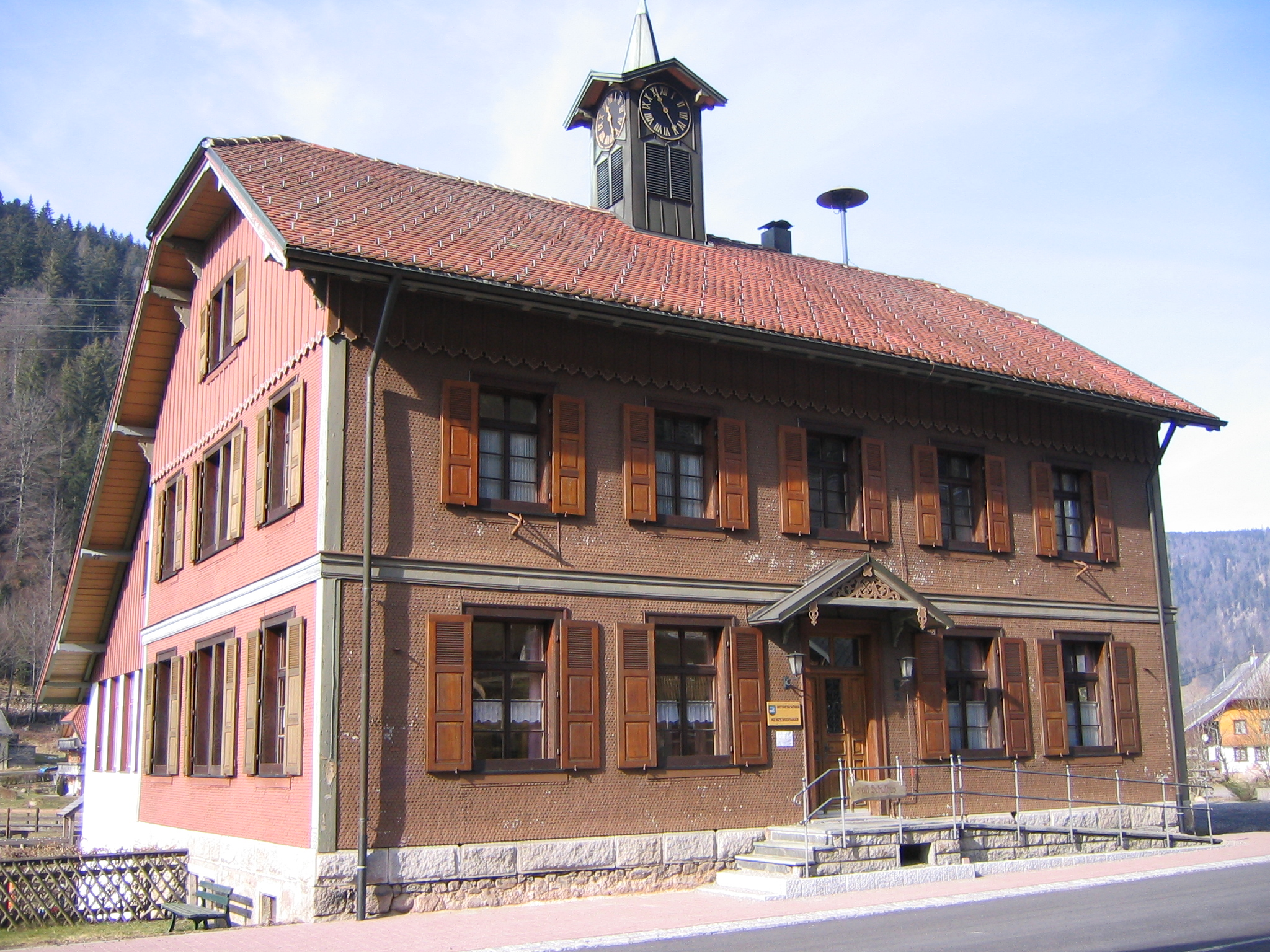
Ortsverwaltung (ehemaliges Schul- und Rathaus)

Die erste urkundliche Erwähnung stammt aus dem Jahr 1328.
Existenzgrundlagen waren seit jeher Viehwirtschaft und Holzverarbeitung in Heimarbeit wie Schnitzerei (Schneflerei), Drechslerei, Spankorbherstellung. Die Nebenarbeit wurde vermehrt notwendig durch die zunehmende Flurzersplitterung im Realteilungsgebiet des Klosters St. Blasien.
Um 1770 waren die Waldungen der Gemeinde weitgehend dem Holzeinschlag zum Opfer gefallen. Das Holz wurde zum Hochrhein geflößt.
Um 1910 plante der Erbauer und Besitzer des Kurhauses St. Blasien Otto Hüglin ein großangelegtes Projekt mit einem Luxus-Hotel in Menzenschwand und einer Privatbahnanbindung über den Feldberg. Das Projekt wurde nicht realisiert.
Mit der Gebietsreform in Baden-Württemberg wurde mit Wirkung vom 1. Januar 1973 die bis dahin selbständige Gemeinde Menzenschwand, Landkreis Hochschwarzwald, dem Landkreis Waldshut zugeschlagen. Am 1. Juli 1974 wurde sie in die Stadt Sankt Blasien eingegliedert.

## Wirtschaft und Verkehr

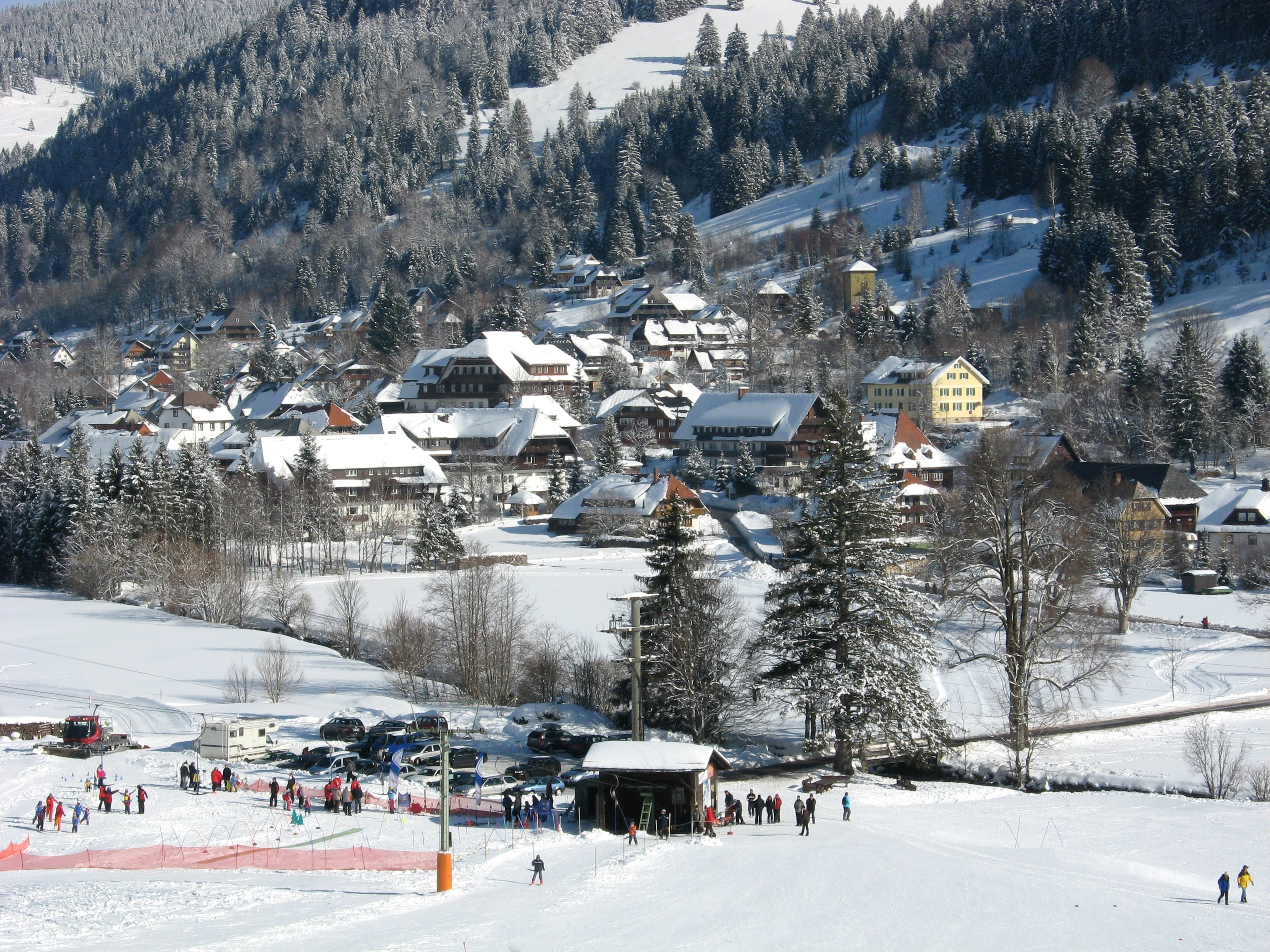
Blick vom Skihang

### Landwirtschaft
Menzenschwand ist als Talraum weitgehend geprägt durch die Nebenerwerbslandwirtschaft (Vieh- und Milchwirtschaft, auch Vertragsnaturschutz).

### Tourismus

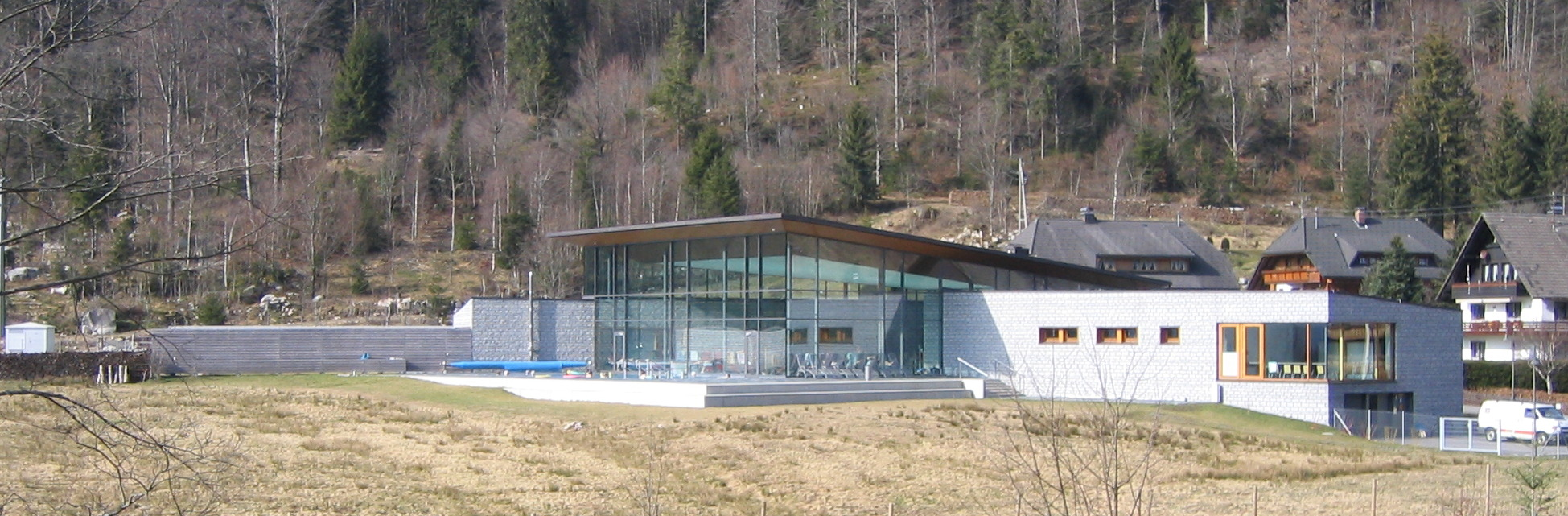
Radonbad

Die wesentliche Erwerbsquelle ist jedoch der Fremdenverkehr mit Beherbergungsbetrieben, Ferienwohnungen und spezifischen Dienstleistungen. Der heutige Ort versteht sich vorwiegend als Wintersportort im Skigebiet Feldberg. Im Ort gibt es ein Skisprungstadion mit zwei Schanzen (im Winter abends Sprungbetrieb bei Flutlicht), drei Lifte in Ortslage (einer gebührenfrei) und fünf auf dem Feldberg, sowie das größte Nordic-Walking-Netz in Deutschland. Ein neueres Angebot ist die Radontherapie.

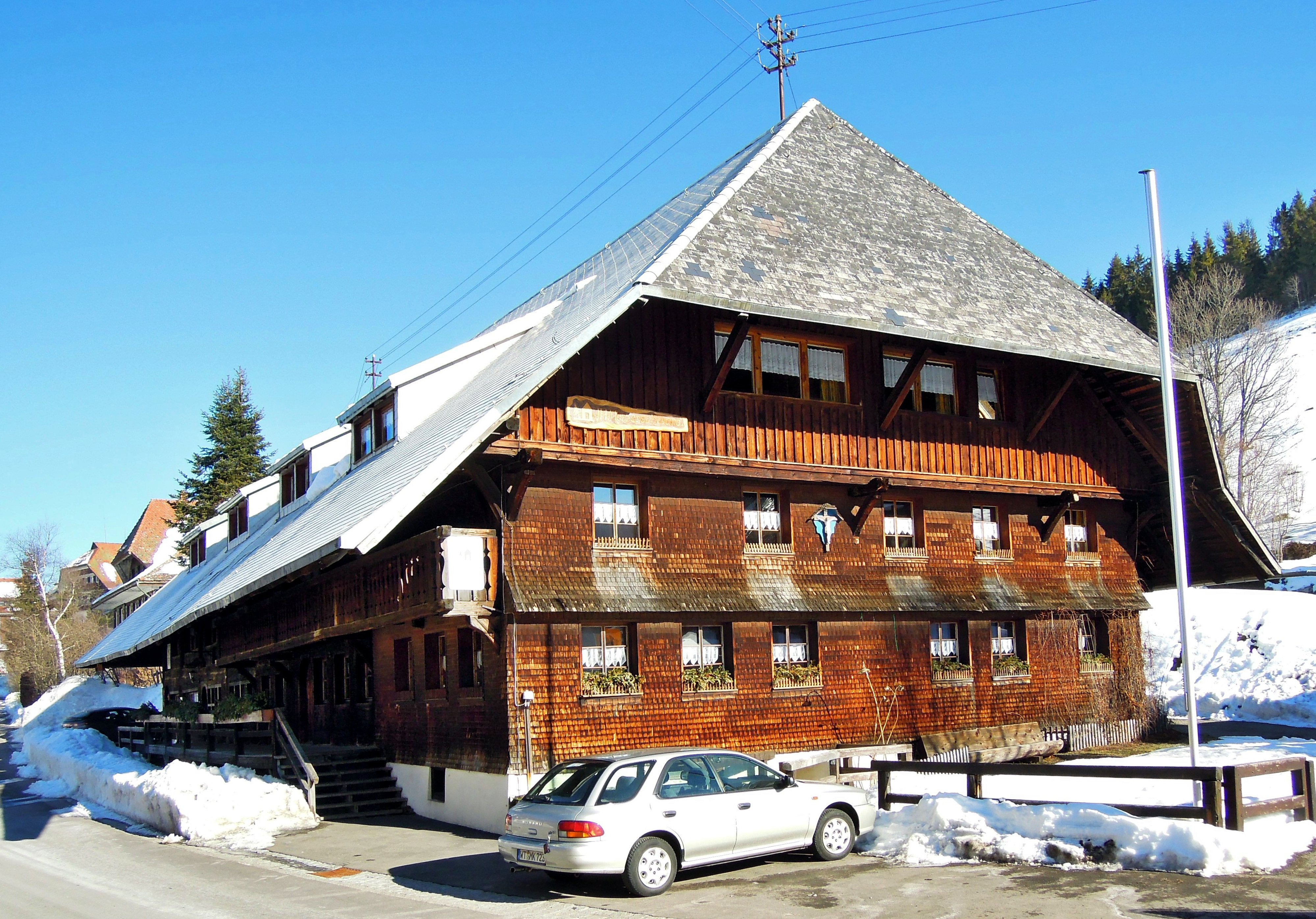
Jugendherberge

### Bergbau
Im Menzenschwander Krunkelbachtal gibt es ein reiches Uranvorkommen. Von 1961 bis 1991 wurde Uranerz abgebaut, offiziell war die Grube Krunkelbach aber nur ein „Uranaufsuchungsbetrieb“, dessen Hauptzweck die Erkundung und nicht der Abbau sein sollte. Nach Ende des Abbaus im Juli 1991 soff die Grube bis zum Jahresende vollständig ab. Das Land übernahm die Rekultivierung der Halden. Aufgrund radonhaltiger Wasservorkommen aus dem stillgelegten Bergwerk wurde am 9. Oktober 2005 in Menzenschwand das erste Radonbad im Schwarzwald eröffnet, das Radon Revitalbad Menzenschwand. Ursprüngliche Quelle des radioaktiven Radons ist dabei der Zerfall des Urans, welches nach wie vor im Untergrund vorhanden ist. Je nach örtlichen Gegebenheiten kann sich das Edelgas Radon lokal anreichern. Die behaupteten Wirkungen von Radonbädern sind bisher (2022) noch nicht in doppelblinden Placebo-kontrollierten Studien untersucht worden.
Erreichbar ist Menzenschwand von St. Blasien aus oder über eine beim Ort Aha am Schluchsee von der Bundesstraße 500 abzweigende Straße, die im Winter teils nur eingeschränkt befahrbar ist.

### Sehenswürdigkeiten
- Ortsbild mit mehreren Ensembles gut erhaltener Schwarzwaldhäuser
- Gipfelbereich Feldberg
- Gipfelbereich Herzogenhorn
- Wildbestand der alpinen Steilhänge (u. a. Gämsen, Greifvögel)
- Klamm und Wasserfälle der Menzenschwander Alb unterhalb der Menzenschwander Kluse (siehe auch Liste der Wasserfälle in Deutschland)
- Hochmoor Scheibenlechtenmoos in einem Kar unter dem Spießhorn
- Le Petit Salon mit Winterhalter-Ausstellung[4]

## Kultur

### Kirchen

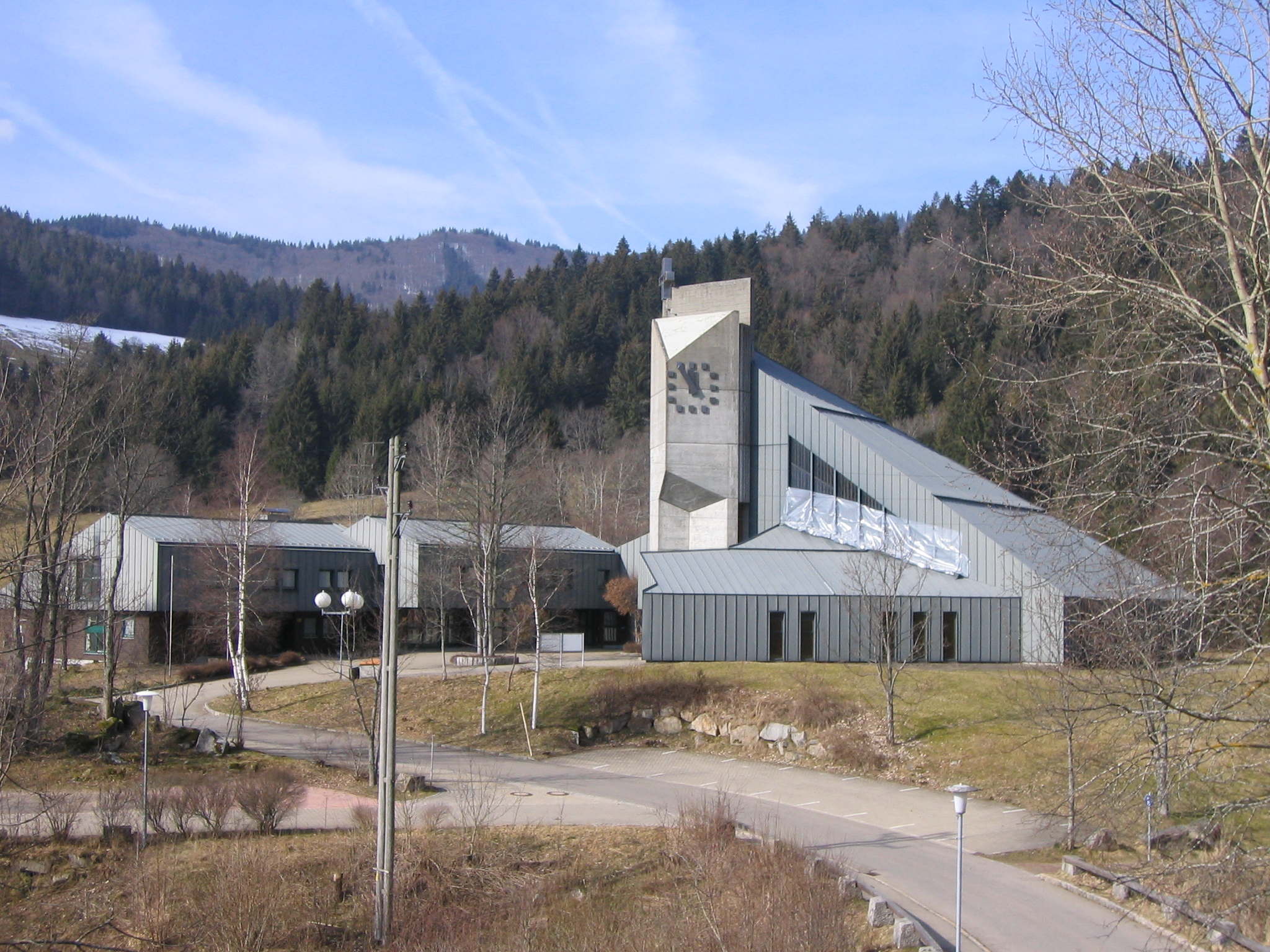
Katholische Pfarrkirche

Seit 1308 wird die katholische Gemeinde – heute: St. Martin – von den Benediktinermönchen in St. Blasien betreut. Zunächst bestand eine dem heiligen Antonius geweihte Kapelle im Hinterdorf. 1604 entstand eine weitere Kapelle im Vorderdorf, die heutige Sebastianskapelle. 1621/22 wurde die Antoniuskapelle erweitert, aber bereits 1687/88 durch einen Neubau am selben Ort ersetzt, der das Patrozinium des Martin von Tours erhielt. Da dieses kleine Kirchlein für Gemeinde zu klein wurde, entstand 1975 ein neues Pfarrzentrum und eine neue Pfarrkirche, die am 30. Mai 1976 von Weihbischof Karl Gnädinger konsekriert wurde. Die im 17. Jahrhundert erbaute St. Martinskirche im Hinterdorf wurde an die evangelische Kirchengemeinde übergeben. In den neuen Kirchbau wurden der Altar mit dem Tabernakel und die 1695 gestifteten Seitenaltarbilder übertragen. Seit Oktober 2003 zählt die Pfarrei St. Martin, zusammen mit der Pfarrei Herz-Jesu, Albtal und der Pfarrei St. Blasius, zur Seelsorgeeinheit St. Blasien.

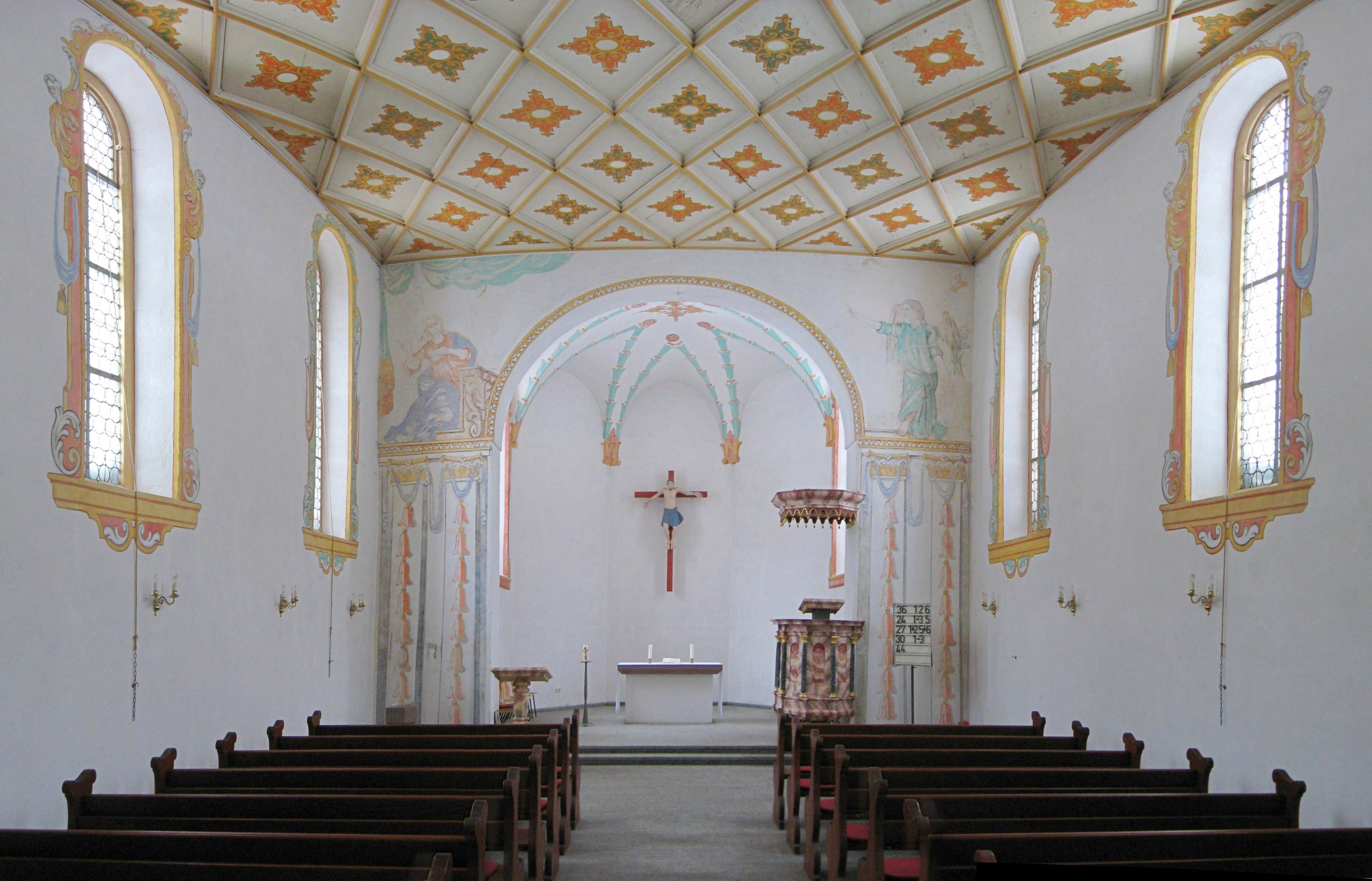
Innenraum der Erlöserkirche (2010)

Nach der Übergabe an die evangelische Gemeinde wurde die alte Kirche renoviert. Dabei wurde die manieristische Innenausmalung aus der Erbauungszeit freigelegt. Anschließend wurde die Kirche unter dem Namen Erlöserkirche neu eingeweiht. Die kleine Saalkirche mit Dachreiter befindet sich in solitärer Insellage im Dorfzentrum. Sie gehörte bis 2013 zur Evangelische Christusgemeinde St. Blasien, dann wurde sie entwidmet und verkauft und wird nun für Konzerte, Filmabende, Lesungen und Ausstellungen genutzt. Der Winterhalter-Verein plant einen Umbau des Bauwerks, um es als Ausstellungsraum für Gemälde von Hermann und Franz Xaver Winterhalter zu verwenden. 2022 wurde in der Kirche eine Szene des Tatorts Unten im Tal gedreht.

### Persönlichkeiten

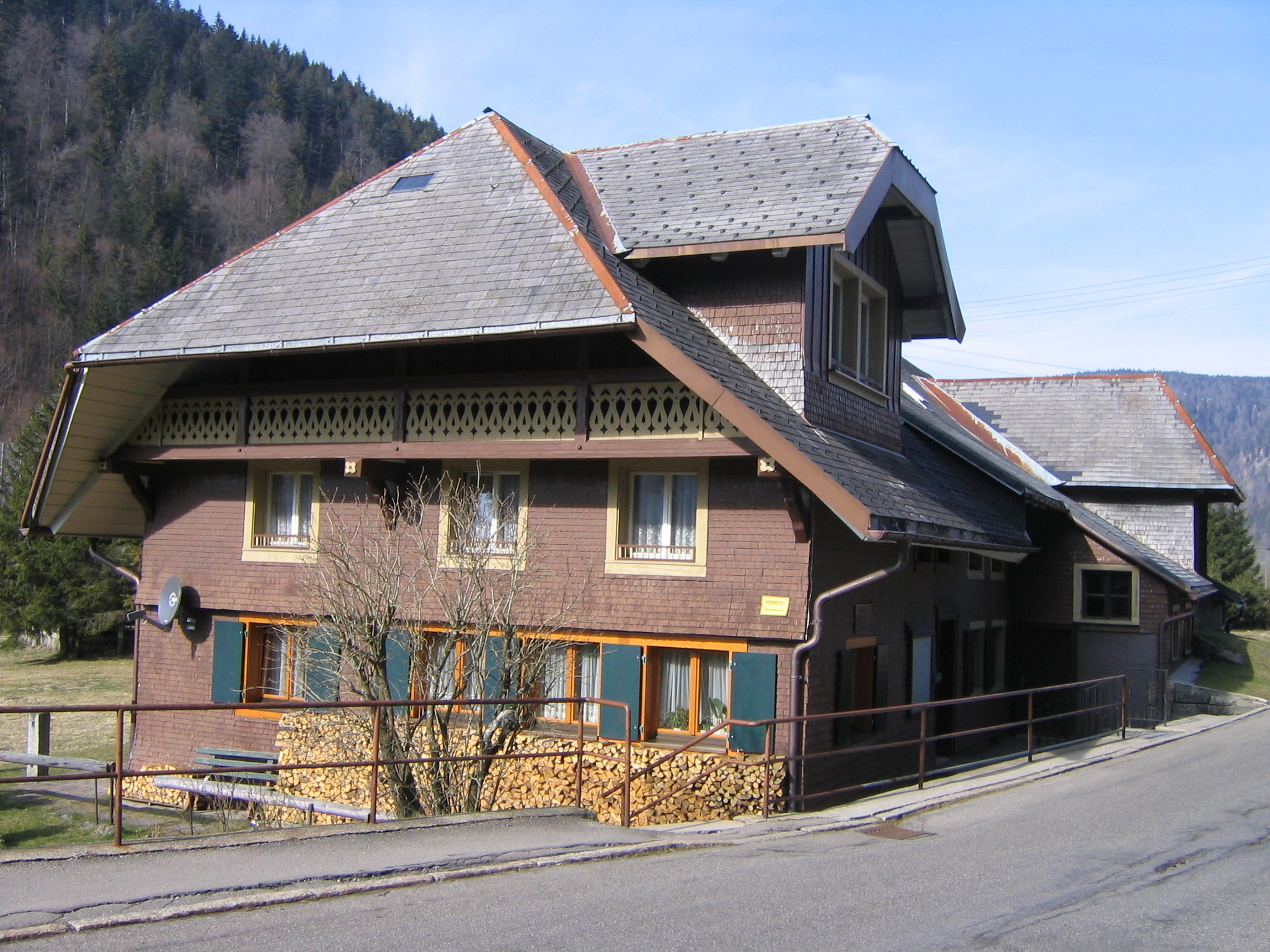
Geburtshaus der Maler Franz und Hermann Winterhalter

Der Porträtmaler und Lithograf Franz Xaver Winterhalter wurde in Menzenschwand geboren, ebenso sein Bruder Hermann Fidel Winterhalter (1808–1891).
Die Malerin Hildegard von Bylandt-Rheydt wohnte ab 1929 in Menzenschwand.
Der Behindertensportler Alexander Spitz (* 1968), der zwischen 1984 und 1994 bei Weltmeisterschaften und Paralympics in der Sportart Ski Alpin insgesamt 12 Gold-, 5 Silber- und 3 Bronze-Medaillen gewann, ist in Menzenschwand ansässig und Mitglied des Ski-Clubs Menzenschwand.